# Serrasalmus gibbus
Serrasalmus gibbus är en fiskart som beskrevs av Castelnau, 1855. Serrasalmus gibbus ingår i släktet Serrasalmus och familjen Characidae. Inga underarter finns listade i Catalogue of Life.